# مدار ۷۱ درجه جنوبی
مدار ۷۱ درجه جنوبی، دایره‌ای از عرض جغرافیایی است که در ۷۱ درجهٔ جنوبی خط استوا  قرار دارد.

## گذر از مناطق
از نصف‌النهار مبدأ شروع می‌شود و به سمت مشرق ۷۱ درجه جنوبی از موارد زیر گذر می‌کند:
| مختصات‌ها                                             | کشور، قلمرو یا دریا | توضیحات |
| ---------------------------------------------------- | ------------------- | --- |
| ۷۱°۰′ جنوبی ۰°۰′ شرقی / ۷۱٫۰۰۰°جنوبی ۰٫۰۰۰°شرقی      | جنوبگان             | سرزمین شهبانو ماود, claimed by نروژ · قلمرو جنوبگان استرالیا, claimed by استرالیا · سرزمین ادلی, claimed by فرانسه · قلمرو جنوبگان استرالیا, claimed by استرالیا · Ross Dependency, claimed by نیوزیلند |
| ۷۱°۰′ جنوبی ۱۶۷°۴۷′ شرقی / ۷۱٫۰۰۰°جنوبی ۱۶۷٫۷۸۳°شرقی | اقیانوس منجمد جنوبی | |
| ۷۱°۰′ جنوبی ۷۳°۱۸′ غربی / ۷۱٫۰۰۰°جنوبی ۷۳٫۳۰۰°غربی   | جنوبگان             | جزیره الکساندر و شبه‌جزیره جنوبگانی - claimed by آرژانتین, شیلی and بریتانیا (overlapping claims) |
| ۷۱°۰′ جنوبی ۶۰°۲۴′ غربی / ۷۱٫۰۰۰°جنوبی ۶۰٫۴۰۰°غربی   | اقیانوس منجمد جنوبی | دریای ودل |
| ۷۱°۰′ جنوبی ۱۰°۵۹′ غربی / ۷۱٫۰۰۰°جنوبی ۱۰٫۹۸۳°غربی   | جنوبگان             | سرزمین شهبانو ماود, claimed by نروژ |